# أسل مسود
أسل مسود (الاسم العلمي: Juncus nigricans) نوع نباتي يتبع جنس الأسل وينتمي إلى الفصيلة الأسلية.